# 暁千星
暁 千星（あかつき ちせい、9月14日 - ）は、宝塚歌劇団星組に所属する男役。星組トップスター。
広島県福山市、福山暁の星女子中学校出身。身長173cm。血液型A型。愛称は「ARI」。

## 来歴
2010年、宝塚音楽学校入学。
2012年、音楽学校卒業後、宝塚歌劇団に98期生として首席入団。宙組公演「華やかなりし日々／クライマックス」で初舞台。
2013年の阪急阪神初詣ポスターモデルに起用される。同年、組まわりを経て月組に配属。
ダイナミックなダンスと華やかなルックスで頭角を現し、2014年の「明日への指針」で新人公演初主演。その後も4度に渡って新人公演主演を務める。
2015年のバウ・ワークショップ「A-EN ARI VERSION」で、バウホール公演初主演。
2017年の「Arkadia」でバウホール公演単独初主演。
2022年の「ブエノスアイレスの風」（日本青年館・ドラマシティ公演）で、東上公演初主演。同公演千秋楽翌日となる5月27日付で星組へと組替え。
2023年の「1789」で、トップスター・礼真琴の突然の休演により、代役として主役ロナンに抜擢。奇しくも自身が月組時代の新人公演で主演した役を演じることとなった。続く博多座公演「ME AND MY GIRL」で、専科・水美舞斗と役替わりで主演を務める。
2024年の「RRR×TAKA"R"AZUKA〜√Bheem〜／VIOLETOPIA」より星組新2番手に昇格。続く「夜明けの光芒」（ドラマシティ・東京建物 Brillia HALL公演）で、2度目の東上公演主演。
2025年8月11日付で星組トップスターに就任。相手役に詩ちづるを迎え、9月27日からの全国ツアー「ダンサ セレナータ／Tiara Azul －Destino－ II」が新トップコンビとしてのお披露目公演となる。

## 人物
父親は元プロ野球選手の山内和宏。
5歳からバレエを習い始め、一時期は本気でバレリーナを目指していた。しかし中学3年で172cmになってしまい、高身長を理由にその道を断念。そんな時に出会った新たな夢が宝塚の男役だった。

## 主な舞台

### 初舞台
- 2012年4 - 5月、宙組『華やかなりし日々』『クライマックス』（宝塚大劇場）

### 組まわり
- 2012年6 - 7月、宙組『華やかなりし日々』『クライマックス』（東京宝塚劇場）
- 2012年10 - 12月、雪組『JIN-仁-』 - 運命の舞夢『GOLD SPARK!-この一瞬を永遠に-』

### 月組時代
- 2013年5月、『ME AND MY GIRL』（梅田芸術劇場）
- 2013年7 - 10月、『ルパン-ARSÈNE LUPIN-』 - 新人公演：ジュスタン・ガニマール（本役：星条海斗）『Fantastic Energy!』
- 2013年11 - 12月、『THE MERRY WIDOW』（ドラマシティ・日本青年館） - ニエグシュ
- 2014年1月、『風と共に去りぬ』（梅田芸術劇場） - 青年
- 2014年3 - 6月、『宝塚をどり』『明日への指針 -センチュリー号の航海日誌-』 - 水夫、新人公演：ジェイク（本役：龍真咲）『TAKARAZUKA 花詩集100!!』 - 新人公演：花の紳士A、黒の王子（本役：珠城りょう）／蘭の男A（本役：鳳月杏）／バラの歌手 新人公演初主演[5][12]
- 2014年7 - 8月、『THE KINGDOM』（日本青年館・ドラマシティ） - アレクセイ
- 2014年9 - 12月、『PUCK（パック）』 - 新人公演：ボビー（本役：珠城りょう）『CRYSTAL TAKARAZUKA-イメージの結晶-』
- 2015年2 - 3月、『風と共に去りぬ』（中日劇場） - チャーリー
- 2015年4 - 7月、『1789-バスティーユの恋人たち-』 - ハンス・アクセル・フォン・フェルゼン伯爵、新人公演：ロナン・マズリエ（本役：龍真咲） 新人公演主演[21]
- 2015年9月、『A-EN（エイエン） ARI VERSION』（バウホール） - アリエル・スターレット バウWS主演[11][9]
- 2015年11 - 2016年2月、『舞音-MANON-』 - トゥアン、新人公演：ファン・チ・クオン（本役：珠城りょう）『GOLDEN JAZZ』[5]
- 2016年3 - 4月、『激情』 - エスカミリオ『Apasionado（アパショナード）!!III』（全国ツアー）
- 2016年6 - 9月、『NOBUNAGA〈信長〉-下天の夢-』 - 佐脇良之、新人公演：織田信長（本役：龍真咲）『Forever LOVE!!』 新人公演主演[5][9]
- 2016年10月、『FALSTAFF』（バウホール） - ロミオ／ハリー王子
- 2016年10 - 11月、『Bow Singing Workshop〜月〜』（バウホール）
- 2017年1 - 3月、『グランドホテル』 - ラファエラ・オッタニオ[注釈 1]／エリック・リトナウアー[注釈 1]、新人公演：ドアマン『カルーセル輪舞曲（ロンド）』[12]
- 2017年5月、『長崎しぐれ坂』 - らしゃ『カルーセル輪舞曲（ロンド）』（博多座）
- 2017年7 - 10月、『All for One』 - ポルトス、新人公演：マザラン（本役：一樹千尋）[12]
- 2017年12月、『Arkadia-アルカディア-』（バウホール） - ミネット バウ主演[12][9]
- 2018年2 - 5月、『カンパニー-努力（レッスン）、情熱（パッション）、そして仲間たち（カンパニー）-』 - 長谷山蒼太、新人公演：脇坂英一（本役：光月るう）『BADDY（バッディ）-悪党（ヤツ）は月からやって来る-』 - 王子
- 2018年6 - 7月、『THE LAST PARTY〜S. Fitzgerald’s last day〜』（日本青年館・ドラマシティ） - AKATSUKI／アーネスト・ヘミングウェイ
- 2018年8 - 11月、『エリザベート-愛と死の輪舞（ロンド）-』 - ルドルフ[注釈 2]／エルマー・バチャニー[注釈 3]、新人公演：トート（本役：珠城りょう） 新人公演主演[22][9][10]
- 2019年1月、『ON THE TOWN（オン・ザ・タウン）』（東京国際フォーラム） - チップ
- 2019年3 - 6月、『夢現無双』 - 吉岡清十郎『クルンテープ 天使の都』[10]
- 2019年7 - 8月、『ON THE TOWN（オン・ザ・タウン）』（梅田芸術劇場） - チップ[10]
- 2019年10 - 12月、『I AM FROM AUSTRIA-故郷（ふるさと）は甘き調（しら）べ-』 - パブロ・ガルシア
- 2020年2月、『出島小宇宙戦争』（ドラマシティ・東京建物 Brillia HALL） - リンゾウ
- 2020年9 - 2021年1月、『WELCOME TO TAKARAZUKA-雪と月と花と-』『ピガール狂騒曲』 - レオ[2]
- 2021年2月、『ダル・レークの恋』（TBS赤坂ACTシアターのみ） - ペペル／ヒンドゥーの神[2]
- 2021年5 - 8月、『桜嵐記（おうらんき）』 - 後村上天皇『Dream Chaser』
- 2021年10 - 11月、『川霧の橋』 - 清吉『Dream Chaser-新たな夢へ-』（博多座）
- 2022年1 - 3月、『今夜、ロマンス劇場で』 - 大蛇丸『FULL SWING!』
- 2022年5月、『ブエノスアイレスの風』（日本青年館・ドラマシティ） - ニコラス・デ・ロサス 東上初主演[13]

### 星組時代
- 2022年9月、『モンテ・クリスト伯』 - ベルツッチオ『Gran Cantante（グラン カンタンテ）!!』（全国ツアー） 初エトワール[23]
- 2022年11 - 2023年2月、『ディミトリ〜曙光に散る、紫の花〜』 - アヴァク・ザカリアン『JAGUAR BEAT-ジャガービート-』[24]
- 2023年3 - 4月、『Le Rouge et le Noir〜赤と黒〜』（ドラマシティ・日本青年館） - ジェロニモ[25]
- 2023年6 - 8月、『1789-バスティーユの恋人たち-』 - カミーユ・デムーラン／代役：ロナン・マズリエ（本役：礼真琴）[注釈 4][14][26]
- 2023年10 - 11月、『ME AND MY GIRL』（博多座） - ジョン・トレメイン卿[注釈 5]／ウイリアム・スナイブスン[注釈 5] 主演[16]
- 2024年1 - 4月、『RRR×TAKA"R"AZUKA〜√Bheem〜（アールアールアール バイ タカラヅカ〜ルートビーム〜）』 - A・ラーマ・ラージュ『VIOLETOPIA（ヴィオレトピア）』[27][17]
- 2024年6月、『夜明けの光芒』（ドラマシティ・東京建物 Brillia HALL） 東上主演[18][15]
- 2024年8 - 12月、『記憶にございません!』 - 井坂『Tiara Azul-Destino-（ティアラ・アスール ディスティーノ）』[28]
- 2025年1月、『ANTHEM-アンセム-』（日本武道館）
- 2025年4 - 8月、『阿修羅城の瞳』 - 闇のつばき『エスペラント！』[29]

### 星組トップスター時代
- 2025年9 - 10月、『ダンサ セレナータ』 - イサアク『Tiara Azul －Destino－ II』（全国ツアー）トップお披露目公演[20]
- 2026年1 - 4月、『恋する天動説』『DYNAMIC NOVA』大劇場トップお披露目公演[30]

## 出演イベント
- 2015年12月、タカラヅカスペシャル2015『New Century，Next Dream』
- 2016年12月、タカラヅカスペシャル2016『Music Succession to Next』
- 2017年10月、第54回『宝塚舞踊会』[31]
- 2017年12月、タカラヅカスペシャル2017『ジュテーム・レビュー-モン・パリ誕生90周年-』
- 2018年12月、タカラヅカスペシャル2018『Say! Hey! Show Up!!』
- 2019年1月、『演劇人祭』[注釈 6][32]
- 2021年3月、美園さくらミュージック・サロン『FROM SAKURA』[33]
- 2025年12月、『TAKARAZUKA FANtastic Christmas in UMEDA』（梅田芸術劇場）

## 広告
- 2013年、『阪急阪神』初詣ポスターモデル[7][8]
- 2023年 - 、『岩谷産業』[34][35]

## 受賞歴
- 2015年、『阪急すみれ会パンジー賞』 - 新人賞[36]
- 2018年、『宝塚歌劇団年度賞』 - 2017年度新人賞[37]
- 2023年、『宝塚歌劇団年度賞』 - 2022年度努力賞[38]